# Howard Hayes Scullard
Howard Hayes Scullard (* 9. Februar 1903 in Bedford; † 31. März 1983 in London) war ein britischer Althistoriker.
Der Sohn des Professors für Kirchengeschichte Herbert Hayes Scullard besuchte von 1916 bis 1922 die Highgate School. Anschließend studierte er von 1922 bis 1926 am St John’s College an der Cambridge University. Von 1926 bis 1935 lehrte er als Tutor am Hackney and New College. 1929 promovierte er mit der Arbeit Scipio Africanus in the Second Punic War. Anschließend war er Reader in Alter Geschichte am King’s College in London. 
1935 veröffentlichte er das Werk A History of the Roman World from 753 to 146 B.C. Das Werk fasste die jüngsten historischen, archäologischen und philologischen Erkenntnisse zusammen. Es diskutiert die ökonomischen und sozialen Probleme des frühen Roms und Italiens und gibt einen Überblick über die Entwicklungen im Römischen Recht, der Literatur und der Kunst während dieser Periode. 1949 erschien The Oxford Classical Dictionary, bei dem er als Herausgeber fungierte sowie die Verantwortung für die Römische Geschichte hatte und etwa 70 Beiträge verfasste. In der überarbeiteten Auflage, die zwei Jahrzehnte später erschien, verfasste er 150 Artikel. Von 1935 bis 1950 beschäftigte er sich schwerpunktmäßig mit den Familien der römischen Nobilität. Dazu erschien 1951 die Arbeit Roman Politics 220–150 BC, die die politischen Karrieren der aristokratischen Familien im 2. und 3. Jahrhundert v. Chr. untersucht. 1955 wurde er Mitglied der British Academy. 1959 bekam Scullard am King’s College einen eigenen Lehrstuhl, wo er bis zur Emeritierung im Jahr 1970 lehrte. Seine 1959 erschienene Arbeit From the Gracchi to Nero. A history of Rome from 133 B.C. to A.D. 68 wurde insbesondere im englischsprachigen Raum populär und erlebte zahlreiche Auflagen.

## Schriften
- Römische Feste. Kalender und Kult. Übersetzt von Maria Buchholz, Mainz 1985, ISBN 3-8053-0555-9.
- From the Gracchi to Nero. A history of Rome from 133 B.C. to A.D. 68. 5. Auflage, London 1982, ISBN 0-416-32890-3.
- A history of the Roman world: 753–146 BC. London 1980, ISBN 0-416-71480-3.
- The elephant in the Greek and Roman world. London 1974, ISBN 0-500-40025-3.
- Roman Politics 220–150 BC. 2. Auflage, Oxford 1973.
- The Etruscan cities and Rome. London 1967.